# Javier Revuelta
Javier Revuelta del Peral (nacido el 7 de marzo de 1957 en Valladolid) es un jinete español de concurso completo y presidente de la Real Federación Hípica Española desde 2005, cuando sucedió a Luis Figueroa Griffith.

## Participaciones en Juegos Olímpicos
- Atlanta 1996. Fue octavo en concurso completo por equipos y se retiró en la prueba individual.